# Kronologija Domovinskog rata: prosinac 1993.

### 1. prosinca
- Hrvatska je delegacija ostala pri dosad postignutim sporazumima u sklopu Ženevske konferencije i dogovorenoga na brodu Invincible, no muslimanska je delegacija povećala zahtjeve, rekao dr. Franjo Tuđman po povratku iz Ženeve u Zagreb.[1]
- Hrvatska je spremna osigurati gospodarski, prometni i trgovinski izlaz BiH na more, ali ne i teritorij, rekao hrvatski ministar vanjskih poslova dr. Mate Granić na zasijedanju KESS-a u Rimu.[1]

### 2. prosinca
- Predstavnici zemalja KESS-a okupljeni u Rimu dali podršku teritorijalnom integritetu Hrvatske, izjavio novinarima ministar dr. Mate Granić po povratku u Zagreb.[1]

### 3. prosinca
- Stalni predstavnik Hrvatske pri UN dr. Mario Nobilo predao predsjedniku Vijeća sigurnosti UN kineskom veleposlaniku Li Shaoxingu pismo u kojem se traži istraga zločina koje su Muslimani počinili nad bosanskim Hrvatima.[1]
- Između varaždinskog Telekomunikacijskog centra (TEC) i takvog centra u mađarskoj Nagykaniszi (TPC) uspostavljena optička telekomunikacijska veza, čime je Hrvatske preko Mađarske svjetlovodom povezana s 10 zapadnoeuropskih zemalja i uključena u TEL World, europski telekomunikacijski sustav.[1]
- Pariška skupština WEU (Zapadnoeuropske unije) potvrdila poznate europske stavove o rješenju jugoslavenske krize, a glavni tajnik NATO-a Manfred Woerner je rekao da se ne mogu ukinuti sankcije Srbiji dok se ne riješi pitanje Kosova i ljudskih prava u Srbiji, izjavio hrvatski predstavnik dr. Žarko Domijan po povratku iz Pariza u Zagreb.[1]

### 4. prosinca
- U Zagrebu objavljeno izvješće Boutrosa Ghalija Vijeću sigurnosti o provedbi Rezolucije 871, u kojem on smatra da je nepotrebno razmatrati mandat UNPROFOR-a u Hrvatskoj.[1]
- Boutros Ghali imenovao japanca Yasushija Akashija svojim novim posebnim izaslanikom za bivšu Jugoslaviju i šefom misije UNPROFOR-a.[1]
- U Korčulu stiglo 300 izbjeglica Hrvata iz Ljubuškog, Čitluka, Konjica i Kiseljaka.[1]

### 5. prosinca
- Bivša britanska premijerka lady Margaret Thatcher uputila pismo posebnom izvjestitelju Komisije UN za ljudska prava Tadeusu Mazowieckom, u kojem mu skreće pažnju na nepoznatu sudbinu nestalih bolesnika iz vukovarske bolnice, te još jednom naglašava svoju osudu srpske agresije na Hrvatsku i BiH.[1]
- Četnici iz okupiranog dijela sjeverne Dalmacije ponovo žestoko projektilima tuku priobalna mjesta zadarskog primorja, kao i dosad najnapadaniji Biograd i Pakoštane.[1]
- Nacionalna federacija američkih Hrvata (NFCA) - svojevrsni lobby američkih Hrvata za Hrvatsku, osnovat će se potkraj siječnja, a kako je u Washingtonu izjavio g. Stev Rukavina, član Privremenog upravnog odbora, na osnivačkoj skupštini 22. i 23. siječnja 1994, očekuje se oko 100 delegata.[1]

### 6. prosinca
- Hrvatska ne bi pristala zamijeniti Prevlaku samo za Neum, riječ je o sveobuhvatnom rješenju, koje bi osiguravalo područje Dubrovnika i donijelo mir, i u tom pogledu taj prijedlog međunarodne zajednice nismo prihvatili nego smo ga uzeli u razmatranje, rekao predsjednik Tuđman na tiskovnoj konferenciji u Zagrebu.[1]
- Takozvana SRJ posredno priznaje umiješanost svoje armije u tragična zbivanja u Hrvatskoj.[1]
- Obilježena dvogodišnjica napada na Dubrovnik.[1]
- Na osječkom području, prema podacima Regionalnog ureda za prognanike i izbjeglice, popisano ukupno 69.417 prognanih osoba.[1]
- Žestoki napadi MOS-a na većini bojišta HR Herceg-Bosne, najdramatičnije oko Žepča.[1]
- Najmanje pet osoba poginulo, a pet ih ranjeno od srpskog bombardiranja Sarajeva.[1]
- Kako se približavaju izbori za predsjednika tzv. republike srpske krajine, beogradski režim se sve više podržava Milana Martića, bivšeg policajca, kao idealnog čovjeka za to mjesto.[1]

### 7. prosinca
- U povodu hrvatsko-srpskih pregovora u Ženevi o razmjeni ratnih zarobljenika, šef jugoslavenske delegacije Željko Simić najavio da je jugoslavenska strana voljna osloboditi hrvatske komandose koji su pokušali srušiti most kog Batine, poznatije pod imenom somborska skupina.[1]
- Srpski teroristi nekoliko puta otvarali rafalnu paljbu iz pješačkog oružja na položaje hrvatskih snaga na karlovačkom području i time po tko zna koji puta prekršili dogovoreno primirje.[1]
- Pisma sarajevskih čelnika poslana u uredništva dvaju pariških listova optužuju za zločine u BiH uz Srbe i Hrvate.[1]

### 8. prosinca
- Vođa bosanskih Srba Radovan Karadžić na okučanskoj radio-postaji izjavio da je sigurno da Hrvatska nema načina vratiti pod svoj suverenitet 'republiku srpsku krajinu', te istakao da je ovaj rat takav, da se ono što se vojno drži i priznaje.[1]
- Srbijanska predizborna kampanja otkriva autore genocida i pljačke na hrvatskom tlu.[1]

### 9. prosinca
- Prema podacima Vrhovnog suda Republike Hrvatske o sudskim postupcima za ratne zločine, do sada osuđeno 38, a protiv 3.826 osoba obustavljen kazneni postupak.[1]
- Učestali topnički napadi Srba na zadarsko-biogradskom području, najčešće napadi na Paljuv i Pristeg te Novigrad i Posedarje.[1]
- Supredsjedatelj Konferencije o bivšoj Jugoslaviji lord David Owen ocijenio kako se čini da je podjela Bosne na tri republike, koje bi trebale činiti neku vrstu unije, konačna.[1]
- Ministarstvo vanjskih poslova Slovenije konstatira da u oređivanju državne granice između Slovenije i Hrvatske još nema napretka, Hrvati zastupaju kombinaciju katastarskih općina s prirodnim granicama, a to Sloveniji nije prihvatljivo, pogotovo za morsku granicu u Piranskom zaljevu.[1]

### 10. prosinca
- Srbi teškim oruđem osuli paljbu po Slavonskom Brodu.[1]
- Nakon posjeta istočnoj Slavoniji veleposlavnik Ruske Federacije Leonid Keresteđijanc još jednom ponovio da nema prekrajanja hrvatskih granica.[1]
- UNPROFOR priopćio da obustavlja isporuku goriva bosanskim Srbima(!) sve dok ne počnu propuštati humanitarne konvoje za Muslimane.[1]
- Bosanski Srbi zadržavaju već deset dana 15 Francuza koji rade za jednu humanitarnu organizaciju u Sarajevu, gdje su dopremili 100 tona hrane i lijekova.[1]
- Muslimanska vojska nastavlja provoditi sustavan genocid na srednjebosanskim prostorima, a osloboditelji se nadmeću tko će bolje očistiti hrvatska sela.[1]

### 11. prosinca
- Šefovi država i vlade ES-a (Europsko vijeće) pozvali srpske, bosanske i hrvatske rukovodioce na nove pregovore s Ministarskim vijećem 22. prosinca u Bruxellesu, to je i jedina konkretna odluka europskih državnika o krizi u bivšoj Jugoslaviji.[2]
- Hrvatski vojnici i policajci zaustavili kod Gospića cijeli konvoj cisterni punih goriva, koje je trebalo biti prošvercano na okupirana područja. Tako su sami pripadnici UNPROFOR-a uhvaćeni kako krše sankcije Vijeća sigurnosti.[2]
- Prema odluci predsjednika Hrvatske Republike Herceg-Bosne Mate Bobana, raspušteni svi zatočenički centri na teritoriju HR Herceg-Bosne.[2]
- Predsjednik Hrvatske Republike Herceg-Bosne Mate Boban donio odluku o utemeljenju Predsjedničkog vijeća.[2]

### 12. prosinca
- Samozvane srpske vlasti na okupiranom dijelu Hrvatske organizirale nelegalne izbore, koje je Ustavni sud Hrvatske proglasio nelegalnim i nelegitimnim.[2]
- Pobunjeni Srbi odbili dogovor po kojem bi se cesta Sinj-Vrlika osposobila i omogućila za promet.[2]
- Unatoč zabrani letenja, iz smjera Brčkog, u Batkušu se sputio helikopter opskrbljujući svježim snagama i streljivom iz Srbije postrojbe bosanskih Srba.[2]
- Unatoč zabrani, oko 300 zdravstvenih djelatnika izbjeglih iz BiH zaposlilo se u Hrvatskoj.[2]

### 13. prosinca
- Važno je stvoriti nove, djelotvorne, mehanizme traganja za nestalima na području bivše Jugoslavije, izjavio novinarima u Zagrebu T. Mazowiecki, specijalni izvjestitelj UN za ljudska prava, nakon posjeta BiH i Hrvatskoj.[2]
- T. Mazowiecki će ubuduće veću pozornost zaštiti hrvatskog stanovništva u BiH,posebice, u opoljenim enklavama središnje Bosne, izjavio dr. Mate Granić u Zagrebu, nakon što je primio posebnog izvjestitelja UN za ljudska prava.[2]
- U Voćinu obilježena dvogodišnjica masakra nad 24 hrvatska civila u Četekovcu i Balincima, pokolja koji je užasnuo Slavoniju.[2]
- U Franjevačkoj bolnici u Novoj Biloj oko 100 ranjenika, od kojih više od polovine teških slučajeva, sve nade kolažu dolazak konvoja Bijeli put.[2]

### 14. prosinca
- Barbara Bush, - supruga bivšeg američkog predsjednika, posjetila kao članica humanitarne udruge Americares Hrvatsku, donijevši zrakoplovom u Split 35 tona humanitarne pomoći za Hrvatsku i BiH.[2]
- Hrvatska strana počela s heliodroma u Mostaru puštanje 700 zatočenika muslimanskih vojnih obveznika, koji su se najvećim dijelom izjasnili za odlazak u treće zemlje.[2]
- Ministar vanjskih poslova Republike Hrvatske dr. Mate Granić poslao predsjedniku Vlade BiH dr. Harisu Silajdžiću i zapovjedniku UNPROFOR-a generalu Cotu pismo s molbom da učine sve kako bi, unatoč protivljenju nekih lokalnih zapovjednika, humanitarni konvoji za Novu Bilu i Maglaj nesmetano stigli na odredišta.[2]
- Prema prvim, neslužbenim, izvorima na tzv. predsjedničkim izborima u tzv. krajini, kninski zubar Milan Babić pobijedio beogradskog favorita milicajca Milana Martića.[2]

### 15. prosinca
- Humanitarni konvoj za Novu Bilu i Bosnu srebrenu stigao nakon 5 dana putovanja, u Ramu stotinjak kilometara od svog cilja, a kada će nastaviti putovanje ovisit će o jamstvu Armije BiH.[2]
- Muslimani zatočeni u Gabeli, njih 434, pušteni od hrvatskih vlasti na lijevu obalu Neretve, na muslimanski teritorij.[2]
- Milan Martić, samozvani 'šef' tzv. 'srpske krajine', zatražit će poništenje izbora za predsjednika ove tvorevine, na kojima ga je pobijedio kninski zubar Milan Babić, javlja kninski radio.[2]

### 16. prosinca
- Predsjedništvo BiH priopćilo da postrojbe HVO-a koje se još bore zajedno s Armijom BiH više neće imati samostalno zapovjedništvo i da će biti dio Armije BiH, javlja France Presse.[2]
- Na točki za prihvat Hrvata na cesti Miranje-Vrana na južnom bojištu, iz privremeno okupiranog Kijeva vozilima UNHCR-a na slobodni teritorij Hrvatske 19 Hrvata, uglavnom starije dobi.[2]

### 17. prosinca
- Nakon gotovo tri dana čekanja u Rami, konvoj od 87 kamiona pomoći za Novu Bilu,kojemu će se priključiti i onaj za Maglajkreće na odredišta, jer on je dobiveno jamstvo Armije BiH.[2]
- Predstavnici 60.000 Hrvata prognanih iz Bosanske Posavine, smještenih u 416 izbjegličkih centara u RH, na konferenciji za novinare u Zagrebu iznijeli su svoje zahtjeve da se okupator povuče s okupiranog posavskog prostora i da se vrate kućama.[2]

### 18. prosinca
- Modus Vivendi može biti samo kratki međukorak u izgradnji povjerenja za integraciju hrvatskih okupiranih područja u hrvatski politički i pravni sustav i za definiranje kulturne i lokalne autonomije za Srbe na tom području, iznio hrvatski veleposlanik dr. Mario Nobilo u svom govoru pred Generalnom skupštinom UN.[2]
- U nazočnosti generala Cota na kontrolnoj točki u Turnju hrvatska i srpska strana potpisale vojno primirje od 23. prosinca 1993. do 15. siječnja 1994. godine.[2]
- Dosad je oslobođeno 2.718 zatočenika iz sabirnih centara na području Herceg-Bosne, izjavio Hrvatskom radiju predsjednik Hrvatske Republike Herceg-Bosne Mate Boban, dok muslimanska strana nije pustila nijednog Hrvata, no Boban se nada da će svijet pritisnuti da oslobode zatočene Hrvate.[2]
- HDZ Neuma priopćenje, u kojem navodi da je Neum povijesno hrvatsko mjesto, koje je prema popisu 1991. imalo 90 posto Hrvata, a Hrvati su i katastarski posjednici 98 posto zemljišta.[2]

### 19. prosinca
- Došao sam u Hrvatsku, a posjetit ću i BiH, kako bih izrazio svoju solidarnost s braćom franjevcima i hrvatskim narodom u Hrvatskoj i BiH, izjavio novinarima u Zagreb generalni ministar reda franjevačke Male Braće fra Herman Schauleck.[2]
- Na Prvom Općem saboru Hrvata bosanske Posavine u Slavonskom Brodu osnovano Hrvatsko narodno vijeće i uspostavljena Pokrajina Bosanska Posavina, jedinstvena političko-teritorijalna zajednica povezana sa Herceg-Bosnom i ostalim hrvatskim dijelovima u sklopu države BiH.[2]
- Predstavnici HDZ-a Tuzle i HVO-a Hrvatske zajednice Soli upozoravaju svjetsku javnost da su hrvatskom narodu na tuzlanskom području (oko 40.000) temeljna politička, ekonomska, kulturna i vjerska prava, te da su izloženi asimilaciji od strane Muslimana.[2]
- Humanitarni konvoj za Novu Bilu još nije stigao na odredište, u Pavlovici nestao je jedan kamion, a Muslimani pokušali oteti još vozila, priopćilo Ministarstvo obrane HR Herceg-Bosne.[2]

### 20. prosinca
- Nakon 11 dana puta i neizvjesnosti prvi kamioni humanitarnog konvoja za Novu Bilu stigli na cilj, pred franjevačku bolnicu.[2]
- Konvoj akcije Bijeli put za Novu Bilu zadržan je dva dana na nadzornoj točki Armije BiH kod Pavlovice, nakon što mu je pronađeno podmetnuto oružje, navodi se u priopćenju zagrebačkog ureda akcije Bijeli put.[2]

### 21. prosinca
- U Zagrebu objavljena Rezolucija o BiH, koju je 17. prosinca usvojila Generalna skupština UN, u kojoj se poziva Vijeće sigurnosti da hitno, i s pažnjom, razmotri izuzeće BiH od embarga na isporuke oružja,koji je uveden prema bivšoj Jugoslaviji u skladu s Rezolucijom br. 713(1991) Vijeća sigurnosti.[3]
- Uoči početka službenog dijela novog kruga pregovora u Ženevi, na osnovi izjava muslimanske i srpske delegacije moglo bi se naslutiti da u pregovore ne ulaze baš s osobitom željom za dogovorom i da kompromis neće biti lako postići.[3]
- Predsjednik Republike Hrvatske dr. Franjo Tuđman sastao se sa srbijanskim predsjednikom Slobodanom Miloševićem, a taj sastanak ocijenio ključnim glasnogovornik konferencije o bivšoj Jugoslaviji John Mills.[3]
- Ako trojica bosanskih voća potpišu mirovni sporazum, Srbija i Crna Gora svoj će potpis uvjetovati suspenzijom sankcija, izjavio ministar vanjskih poslova SRJ Vladislav Jovanović.[3]
- Čim je konvoj Bijeli put na povratku u Hrvatsku prešao s hrvatskog na teritorij pod muslimankom kontrolom uniformirane osobe napale 26 kamiona, opljačkale vozače, novinare HTV, Hrvatskog radija, Glas Istre, Večernjeg lista i Slobodne Dalmacije.[3]
- Vlada Hrvatske Republike Herceg-Bosne prihvatila na sjednici u Orašju Prijedlog zakona o utemeljenju Županije Bosanske Posavine, koji će biti podnesen na usvojenje na sljedećoj sjednici Sabora HR HB.[3]
- Svjetska je javnost osjetljiva samo za patnje Muslimana a ne vidi patnje Hrvatazatočenih već 175 dana na lijevoj obali Neretve u Mostaru, piše u prosvjedu roditelja 72 zatočena pripadnika HVO-a u dijelu Mostara koji nadziru Muslimani, upućenom Mirovnoj konferenciji u Ženevi.[3]

### 22. prosinca
- Pregovori u Ženevi završili bez dogovora, pregovarači se preselili u Bruxelles, a već na prvoj sjednici belgijski ministar Claes zatražio od srpske strane teritorijalna pomicanja, kako bi se trećinu teritorija cjelokupne BiH dalo republici s muslimanskom većinom.[3]
- Višesatni razgovori u Ženevi predsjednika Tuđmana i Miloševića.[3]
- Mostarski Okružni vojni sud pokrenuo istražni postupak protiv osoba za koje se sumnja da su u jeku najžešćih borbi u Mostaru protiv muslimanskih snaga srušile Stari most, javlja HABENA.[3]
- Iz iseljeništva stiže oko 2.000 tona hrane mjesečno, a još 5.000 tona osigurava EU, dok prognanicima i izbjeglicama treba mjesečno 12.000 tona hrane, priopćeno u Uredu za prognanike i izbjeglice Vlade Republike Hrvatske.[3]
- Velika ofenziva A BiH na cijelom području Uskoplja. Druga bojna pukovnija Ante Bruno Bušić je 23. prosinca vratila izgubljeni položaj Vedrine, 24. prosinca „Bušići“ razbila A BiH kada je napala na pravcima Seoca-Vedrina i Dobrošin-Škarina Glava.Portal Hrvata Bosne i Hercegovine HR HB Livno: 19.obljetnica brigade HVO-a Ante Bruno Bušić' 14. lipnja 2013.  (pristupljeno 8. veljače 2020.)[3]

### 23. prosinca
- Za vrijeme presudne faze pregovora u Ženevi i Bruxellesu počela jedna od najžešćih ofenziva muslimanskih postrojbi na preostala hrvatska područja u središnjoj Bosni...stoga osjećam potrebu i dužnost da smjesta svojim postrojbama naredite trenutačni prekid vatre, kao prvi korak i znak da se pregovori mogu nastaviti, stoji u pismu predsjednika Tuđmana Aliji Izetbegoviću.[3]
- O ustupanju Neuma Muslimanima ne može biti pregovora, jer ne dolaze u obzir cijepanje hrvatskog državnog teritorija, osim toga, poznato je, a to je potvrdila i posebna njemačko-francuska komisija, da u Neumu nema mogućnosti za izgradnju luke, rekao je predsjednik Tuđman ministru u Ministarstvu vanjskih poslova Velike Britanije Douglasu Hoggu u Zagrebu.[3]

### 24. prosinca
- Dopredsjednik Hrvatske Republike Herceg-Bosne Dario Kordić izvijestio predsjednika HR HB Matu Bobana da su u sadašnjoj muslimanskoj ofenzivi u središnjoj Bosni poginule 24 osobe a ranjeno 47, samo u području Viteza, Križančevu selu, muslimanske snage izmasakrirale desetak žena i staraca.[3]

### 25. prosinca
- Čelnik Srpske demokratske stranke Zoran Đinđić izjavio na austrijskoj TV da Srbija nije ni na koji način umiješana u rat u Bosni, gdje se bore Hrvati protiv Muslimana i Muslimana međusobno, te da je to etnički i građanski rat u kojem već odavno nema ni jednog srpskog vojnika.[3]

### 26. prosinca
- Podatak o 10.000 prognanih Srba iz Vinkovaca, koji samozvane vlasti iz UNPA područja šalju Boutrosu Ghaliju i Vijeću sigurnosti, čista je laž, odgovaraju vinkovački čelnici, jer prema popisu iz 1994. godine, u Vinkovcima je od 35.347 stanovnika bilo 28.650 Hrvata a Srba svega 3.763, manje od 12 posto.[3]

### 27. prosinca
- Na zagrebačkom groblju Mirogoj, u nazočnosti više tisuća građana, pokopan Ante Vlaić, vozač humanitarnog konvoja Bijeli put, kojeg su Muslimani ubili na povratku iz Nove Bile.[3]
- Naš je interes da se kriza okonča mirnim putem, ali je naša zadaća da hrvatske oružane snage budu uvježbane tako da u svakom trenutku, ako bude potrebno, same oslobode svaki pedalj hrvatskog teritorija, izjavio je predsjednik Tuđman na novogodišnjem primanju za dužnosnike oružanih snaga u Predsjedničkim dvorima.[3]
- Miniranje Eparhijskog doma SPC u Karlovcu je neprijateljski čin, po svojim posljedicama tragičan ne samo za eparhiju nego i za Hrvatsku, izjavio kardinal dr. Franjo Kuharić u povodu eksplozije u karlovačkoj eparhiji.[3]
- U oružanom sukobu UNPROFOR-a i srpskih odmetnika kraj Dragovića, Argentinci ubili jednog terorista.[3]
- Iz Tivta, gdje je bila najveća koncentracija Hrvata u Boki kotorskoj, u posljednje vrijeme iseljeno 250 hrvatskih obitelji.[3]
- U ministarstvu kulture Crne Gore nalazi se 120 umjetničkih djela i 468 skica i crteža opljačkanih s dubrovačkog područja izjavio crnogorski podministar kulture Rajko Kalezić.[3]

### 28. prosinca
- Naš je dojam da se od svih strana u sukobu u BiH samo Hrvati pokušavaju držati sporazuma postignutih u Ženevi, stoji u pismu Mate Granića ministrima EU.[3]
- U Makarsko primorje iz Herceg-Bosne organizirano stiglo još 500 izbjeglica iz Vareša.[3]
- Prema istraživanjima britanskog bataljuna UNPROFOR-a, mudžahedini su u Križančevu selu mučili, vješali pa i razapinjali Hrvate, javlja HINA iz Viteza.[3]
- U drugom krugu demokratskih izbora u tzv. krajini kninski zubar Milan Babić pobijedio Miloševićeva favorita Milana Martića.[3]
- Etničko čišćenje se nastavlja, UNPROFOR ucrtava granice na mjestima na kojima nam je zabranjeno braniti se od agresije obećavajući nam mirno rješenje, vrijeme je da napokon svoju sudbinu uzmemo u svoje ruke, stoji u zajedničkom priopćenju svih prognanika Hrvatske upućenog iz Zagreba.[3]
- Austrijanci bi još prihvatili kršćane kao nove susjede, ali 37 posto njih odbija muslimane kao nove sugrađane i zalaže se za ograničenje prihvaćanja političkih prognanika, rezultat ankete koju je proveo list Der Standard.[3]

### 29. prosinca
- Prema podacima Odjela zdravstvene statistike Instituta za zaštitu majki i djece, od srpnja 1991. u ratu protiv Hrvatske poginulo 171 dijete, a 712 ih je ranjeno.[3]
- Muslimanska vojska ne dopušta UNPROFOR-u ulazak u Križančevo selo, gdje su Muslimani 22. prosinca masakrirali hrvatsko pučanstvo.[3]

### 30. prosinca
- Kanadsko ministarstvo obrane priopćilo da je incident na mostu kod Visokog, u kojem su pijani bosanski Srbi zarobili 11 kanadskih vojnika pripadnika UNPROFOR-a, postrojili ih i pucali im pod noge, uobičajena opasnost kojoj je izložena operacija očuvanja mira.[3]
- Novinar britanskog Daily Telegrapha Robert Fox u srednjoj Bosni došao do otkrića da SS Handžar divizija vlada Fojnicom.[3]